# Agrostis bottnica
Agrostis bottnica é uma espécie de gramínea do gênero Agrostis, pertencente à família Poaceae.